# The Toss of a Coin
Pour plus de détails, voir Fiche technique et Distribution.
The Toss of a Coin est un film muet américain réalisé par Thomas H. Ince et sorti en 1911.

## Fiche technique
- Titre : The Toss of a Coin
- Réalisation : Thomas H. Ince
- Scénario :
- Photographie :
- Montage :
- Producteur : Carl Laemmle
- Société de production : Independent Moving Pictures Co. of America (IMP)
- Société de distribution : Motion Picture Distributors and Sales Company
- Pays d'origine :  États-Unis
- Langue : film muet avec les intertitres en anglais
- Métrage : 300 mètres
- Format : Noir et blanc — 35 mm — 1,33:1 — Muet
- Genre : Comédie
- Durée : 10 minutes
- Dates de sortie : 
  - États-Unis : 31 août 1911

## Distribution
- Mary Pickford : Alice Barton
- Irvin Willat : Dan Gardner
- Ethel Grandin
- Lottie Pickford